# Пјетра Скрита (Потенца)
Пјетра Скрита (итал. Pietra Scritta) је насеље у Италији у округу Потенца, региону Базиликата.
Према процени из 2011. у насељу је живело 75 становника. Насеље се налази на надморској висини од 597 м.